# Ogy (Mosela)
Ogy foi uma antiga comuna francesa na região administrativa de Grande Leste, no departamento de Moselle. Estendia-se por uma área de 3,74 km². Em 2010 a comuna tinha 563 habitantes (densidade: 150,5 hab./km²).
Em 1 de janeiro de 2017, ela foi inserida no território da nova comuna de Ogy-Montoy-Flanville.